# KN-25
Le lance-roquettes multiple de 600 mm (hangeul : 600㎜방사포), communément appelé KN-25 par les États-Unis, est un système d'armes que la Corée du Nord appelle lance-roquettes multiple.
En raison de sa trajectoire balistique, les États-Unis le classent comme missile balistique tactique (ou à courte portée).

## Conception
Le KN-25 est officiellement décrit comme un système de roquettes à lancement multiple de « très gros calibre ». La taille plus grande et la plus grande portée du missile par rapport à l’artillerie à roquettes traditionnelle ont conduit les forces américaines en Corée (USFK) à le classer dans la catégorie SRBM. Il vole sur une trajectoire balistique contrôlée. Il est estimé que les missiles font 600 mm de diamètre, 8,2 mètres de long et pèsent 3000 kg. Ils ont un système de guidage non spécifié et six ailerons arrière rotatifs, avec quatre ailerons mobiles vers l’avant, qui fournissent probablement le contrôle d’assiette de la fusée. Ils sont montés soit sur un tracteur-érecteur-lanceur  à roues (TEL) Tatra 813 8×8, soit sur un châssis à chenilles avec 10 roues de chaque côté, portant six tubes.
Il s’agit d’une arme du champ de bataille, adaptée à un déploiement au niveau du bataillon, pour attaquer des cibles ennemies depuis l’échelon arrière jusqu’à 380 km de distance, avec une ogive conventionnelle à fragmentation,. En octobre 2022, le KN-25 a été inclus dans une déclaration parmi d’autres missiles qui, selon la Corée du Nord, faisaient partie de sa capacité à transporter des armes nucléaires tactiques. Lors d’un défilé en février 2023, le KN-25 a été inclus parmi d’autres missiles que la presse nord-coréenne a collectivement qualifiés d'« unités opérationnelles d’armes nucléaires tactiques ».
Les six ailerons arrière rotatifs sont une caractéristique inhabituelle pour l’artillerie à roquettes, une innovation considérable de la Corée du Nord. Leur but est de stabiliser la roquette en vol, par rapport aux autres obus d’artillerie à roquettes, qui sont généralement stabilisés en rotation en faisant pivoter tout le corps. Cette méthode de stabilisation crée un environnement plus favorable pour les systèmes de guidage, car le reste du missile ne tourne pas. Il est possible que le missile soit stabilisé en faisant rouler le missile lorsqu’il entre dans la haute atmosphère, où les ailettes de commande plus petites sont incapables de fonctionner de manière optimale, puis en arrêtant la rotation lorsqu’il rentre dans un air plus dense.
Le missile dérive peut-être de l’OTR-21 Totchka/Hwasong 11 (KN-02), qui a un moteur de taille similaire, de 62 cm de diamètre. En mettant bout à bout trois segments de moteur de ce type, on obtiendrait une longueur similaire à celle de la fusée KN-25. Il a une ogive de 300 kg et une précision d’erreur circulaire probable de 80 à 90 mètres. Le KN-25 est probablement un projet indigène, car la couverture médiatique de ce missile met l’accent sur les recherches, en utilisant des mots tels que « projectiles Juche » pour le décrire, contrairement au Hwasong 11A (KN-23).
Le 1er janvier 2023, 30 TEL ont été présentés à la réunion plénière du Parti des travailleurs de Corée, à laquelle Kim Jong-un a assisté et prononcé un discours. Le système a été décrit comme « sans précédent », à la fois dans l’industrie des munitions comme n’ayant pas d’égal et dans sa présentation, étant sur la pelouse du comité central du parti. 30 lanceurs à chenilles à six tubes et au moins neuf lanceurs à roues à quatre tubes, présentés publiquement comme étant en possession de la Corée du Nord, leur donneraient la capacité de tirer jusqu’à 216 roquettes, ce qui nécessiterait beaucoup moins de lanceurs que ce qui serait nécessaire pour tirer un nombre similaire de missiles balistiques traditionnels, afin de saturer les défenses antimissiles balistiques sud-coréennes.

## Lanceur de missiles de croisière
Le 13 septembre 2021, la Corée du Nord a annoncé avoir mené avec succès au cours des deux derniers jours les essais en vol d’un missile de croisière d’attaque terrestre (LACM). Le lanceur mobile semble être le même véhicule que celui utilisé pour transporter des roquettes KN-25 « surdimensionnées », les deux armes étant probablement de diamètre similaire. Le missile de croisière pouvait transporter une ogive conventionnelle ou nucléaire. Le pays prétend qu’il a une portée de 1500 à 2000 km. Il a été révélé plus tard qu’il s’appelait le Hwasal-1.